# Ареццо (футбольний клуб)
«Ареццо» (італ. S.S. Arezzo) — італійський футбольний клуб з міста Ареццо. Заснований в 1923 році. Домашні матчі проводить на стадіоні «Чітта ді Ареццо», що вміщає 13 128 глядачів.
«Ареццо» ніколи в своїй історії не піднімався в Серію А, а найкращим досягненням клубу у Серії Б стало 5-е місце в сезоні 1983/84.

## Історія
Клуб був заснований 9 вересня 1923 року групою друзів і футбольних вболівальників, під назвою «Ювентус» (італ. Juventus Foot Ball Club). У 1930 році, після злиття з кількома іншими незначними командами Ареццо, клуб став називатись «Ареццо» (італ. Unione Sportiva Arezzo), який був прийнятий у 1935 році до новоствореної Серії С. Команда вилетіла з Серії С у 1953 році, але повернулась назад п'ять років потому.

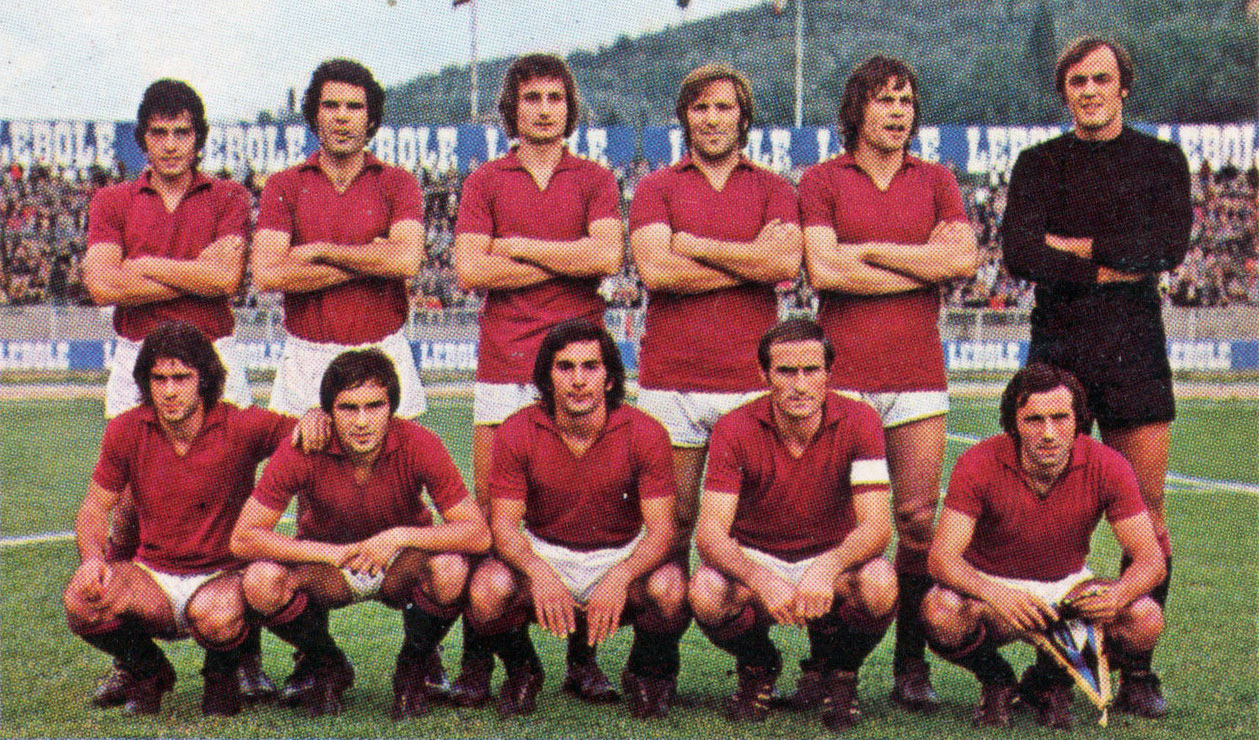
«Ареццо» у сезоні 1973/74 у Серії Б.

У 1961 році «Ареццо» почав грати свої ігри на «Стадіо Комунале», його поточному стадіоні. У 1966 році «Ареццо» вперше вийшов до Серії Б, однак наступного року «Ареццо» не змогло залишитися в дивізіоні і повернулось назад в Серію C. Але в 1969 році «Ареццо» знову виграв Серію C, і повернувся грати в Серію B і цього разу грав до 1975 року. В цей час в команді став грати Франческо Граціані, який швидко став бомбардиром і став ключовим гравцем команди.
Втретє до в Серії Б клуб вийшов у 1982 році під керівництвом тренера Антоніо Анджелілло, а за рік до того «Ареццо» виграв свій перший Кубок Італії Серії С, перемігши «Тернану» в фіналі. У 1984 році «Ареццо» ледь не вийшов до Серії А, закінчивши всього з відставанням у п'ять очок від зони підвищення.
У 1988 році клуб вилетів до Серії C1, де грав до 1993 року, коли після фінансових труднощів за сім турів до кінця сезону був розпущений. На місці колишнього клубу був заснований Associazione Calcio Arezzo S.r.l., що був включений до матчів Серії D. Цій команді вдалося 1996 року вийти до Серії С2, а у 1998 — до Серії С1, а у 2004 році повернутись у Серію Б, змінивши того року назву на Associazione Calcio Arezzo S.p.A.. У другому за рівнем дивізіоні клуб провів три сезони, після чого понизився у класі і грав у третьому дивізіоні аж до свого банкрутства у 2010 році.
У 2010 році було відновлено команду під назвою Associazione Sportiva Dilettantistica Atletico Arezzo S.r.l., яку очолив віце-чемпіон світу Абель Бальбо, а клуб став виступати у Серії D. У 2013 році назву було змінено на Unione Sportiva Arezzo S.r.l, а у наступному сезоні 2013/14 клуб вийшов до Леги Про. 15 березня 2018 року було оголошено про банкрутство «Ареццо» і введено тимчасове управління для завершення сезону. 6 травня клуб було придбано на аукціоні з банкрутства та перейменовано на Società Sportiva Arezzo Srl.

## Досягнення
Серія C: (3)
- Переможець: 1965-66 (група В)

Серія C1: (1)
- Переможець: 1981-82 (група В), 2003-04 (група А)

## Відомі гравці
- Лука Антоніні
- Фабио Баццані
- Франческо Граціані
- Марко Ді Лорето
- Амедео Карбоні
- Стефано Колантуоно
- Мануель Паскуаль
- Морено Торрічеллі
- Антоніо Флоро Флорес
- Луїджі Чевеніні

## Відомі тренери
- Антоніо Кабріні
- Антоніо Конте
- Паскуале Маріно
- Марко Тарделлі
- Мауріціо Саррі